# 上海市敬业中学
上海市敬业中学位于上海市黄浦区，是上海市实验性示范性高中。它的前身为申江书院（创建于1748年），后更名为敬业书院，是上海历史最悠久的百年名校。